# Tombstone (tipografia)
O tombstone, Halmos, fim da prova, ou Q.E.D. marcado "∎" (ou "□") é usado em matemática para denotar o fim de uma prova, no lugar da abreviação tradicional "Q.E.D." para a frase em latim "quod erat demonstrandum", "que estava a ser mostrado". Em revistas, é um dos vários símbolos usados para indicar o final de um artigo.

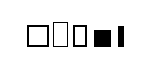
Várias formas do símbolo de fim de prova

Em Unicode, é representado como caractere U+220E ∎ END OF PROOF. Sua forma gráfica varia. Pode ser um retângulo oco ou preenchido ou quadrado.
No AMS-LaTeX, o símbolo é automaticamente anexado no final de um ambiente de prova \begin {proof} ... \end {proof}. Ele também pode ser obtido dos comandos \qedsymbol ou \qed (o último faz com que o símbolo seja alinhado à direita).
Às vezes é chamado halmos depois do matemático Paul Halmos, que o usou pela primeira vez no contexto matemático. Ele teve a ideia de usá-lo ao ver que estava sendo usado para indicar o fim de artigos em revistas. Em suas memórias I Want to Be a Mathematician, ele escreveu o seguinte:
O símbolo definitivamente não é minha invenção - apareceu em revistas populares (não as matemáticas) antes de adotá-lo, mas, mais uma vez, parece que o introduzi na matemática. É o símbolo que às vezes parece ▯, e é usado para indicar um fim, geralmente o fim de uma prova. É mais freqüentemente chamado de 'lápide', mas pelo menos um autor generoso se refere a ele como 'halmos'. (em português)